# 中山由美 (ジャーナリスト)
中山 由美（なかやま ゆみ）は、日本のジャーナリスト、新聞記者。朝日新聞社報道局記者。日本の女性記者で初めて南極観測越冬隊に同行取材するなど極地記者として活動するほか、多くのスクープを報道し、数々の賞を受賞する。

## 人物・経歴
千葉県生まれ。1990年、立教大学文学部ドイツ文学科卒業。1992年、東京外国語大学大学院修士課程修了。
1993年に朝日新聞社に入社し、青森支局、つくば支局を経て、外報部、科学部、社会部で勤務。
2002年には記者の一人として、9・11同時多発テロ実行犯の生涯を追った連載「テロリストの軌跡」を担当し、ドイツや中東を取材し、2002年度日本新聞協会賞を受賞した。
2003年11月から2005年3月には、女性記者で初めて南極観測隊（第45次）に同行して越冬。2009年11月から2010年3月には、第51次夏隊セールロンダーネ山地地学調査隊に同行して南極に再訪し、40日間氷上生活を行い、報道では初めて隕石探査を取材した。2019年11月から2021年2月の「第61次南極観測越冬隊」にも参加し、これまでに3回の南極取材経験があり、地球環境を探る「極地記者」として活躍している。
北極圏では、2008年と2012年にはグリーンランドを取材したほか、スバールバル諸島など7回取材し、そのほかパタゴニアやヒマラヤの氷河も取材した。
また、東日本大震災では津波被災地で取材した。
連載「プロメテウスの罠」では、放射能観測が阻害された実態を暴き、2012年度日本新聞協会賞、早稲田ジャーナリズム大賞を受賞。担当した「第三章・観測中止令」では、科学ジャーナリスト賞2012を受賞した。

## 主な著書
- 『南極ってどんなところ？』朝日新聞出版 2005年4月1日
- 『こちら南極　ただいまマイナス60度』草思社 2005年12月1日
- 『南極で宇宙をみつけた！』草思社 2010年11月13日
- 『プロメテウスの罠』学研 2014年8月1日
- 『北極と南極のへぇ～ くらべてわかる地球のこと』学研 2019年8月1日